# Le Porge
Le Porge is een gemeente in het Franse departement Gironde (regio Nouvelle-Aquitaine). De plaats maakt deel uit van het arrondissement Lesparre-Médoc. Le Porge telde op 1 januari 2022 3.418 inwoners.

## Geografie
De oppervlakte van Le Porge bedroeg op 1 januari 2022 149,03 vierkante kilometer; de bevolkingsdichtheid was toen 22,9 inwoners per km².

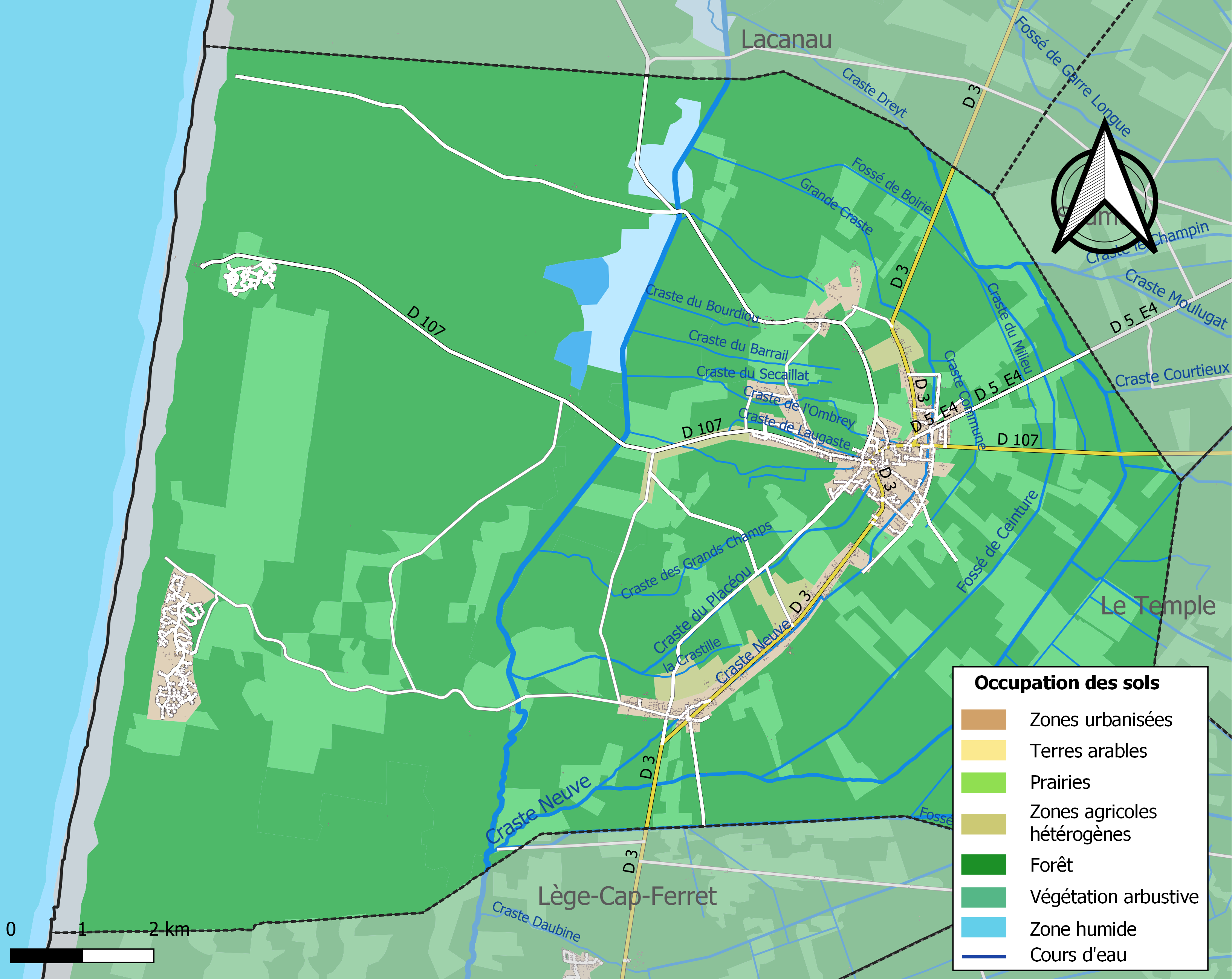
Kaart van de gemeente met belangrijkste infrastructuur, bodemgebruik en omliggende gemeenten

## Demografie
Onderstaande figuur toont het verloop van het inwonertal (bron: INSEE-tellingen).